# Tweede Kamerverkiezingen 1982/Kandidatenlijst/GPV
Dit is de kandidatenlijst voor de Tweede Kamerverkiezingen 1982 van het GPV. De partij had een lijstverbinding met de SGP en de RPF.

## Landelijke kandidaten
- vet: verkozen
- schuin: voorkeurdrempel overschreden

1. Gert Schutte - 65.066 stemmen
2. Eimert van Middelkoop - 473
3. A. Klapwijk - 120
4. Martin van Haeften - 120
5. Janco Cnossen - 68
6. Hans Blokland - 64
7. L. Hordijk - 50
8. Bert Groen - 41
9. Jan van der Jagt - 133
10. W. Haitsma - 47
11. Jurn de Vries - 48
12. D. Smilde - 33
13. Mieke Wilcke-van der Linden - 142
14. L. Feijen - 42
15. H.H. Sietsma - 18
16. K. Dikkema - 25
17. Aad Kamsteeg - 32
18. Kars Veling - 35
19. H. Wieringa - 30
20. D. Veurink - 10
21. W.J.G. Basoski - 8
22. S. de Vries - 31
23. B. Meems - 6
24. M. Hendriks-Stoorvogel - 19
25. A. Veldman - 26

## Regionale kandidaten
De plaatsen 26 t/m 30 op de lijst waren per kieskring of stel kieskringen verschillend ingevuld.

### 's-Hertogenbosch, Tilburg, Maastricht
1. Jac. van der Kolk - 4
2. A. Vreugdenhil - 5
3. F.A.J.T. Kalberg - 0
4. P.C. van Mill - 6
5. G. Visser - 36

### Arnhem, Nijmegen
1. A.Ph. de Vries - 4
2. G.J. Koerselman - 7
3. D. Laan - 2
4. A.S. de Roode-Broekema - 2
5. L. de Jong - 10[1]

### Rotterdam, 's-Gravenhage, Leiden, Dordrecht
1. D.J. Klamer - 35
2. D.A.C. Slump - 7
3. Aaike Kamsteeg - 35
4. H. van der Meer - 15
5. P.J. Knepper - 19

### Amsterdam, Den Helder, Haarlem
1. Joke Parre-Hartog - 3
2. L. de Jong - 4[1]
3. J.M.A. Boerma-Buurman - 9
4. P. van Veelen - 6
5. G.W. van Veelen - 6

### Middelburg
1. K.J. Saurwalt - 0
2. H. van den Berg - 9
3. D. Koole - 0[1]
4. J. Veenstra - 0
5. W. Vreeken - 1

### Utrecht
1. P. Jonkman - 1
2. A.Joh. Kisjes - 17
3. E.N. Bouwman - 13
4. W. de Graaf - 32
5. L.H. Olde - 6

### Leeuwarden
1. P. Cnossen - 23
2. H. van der Velde - 0[1]
3. D. Koole - 2[1]
4. G. van der Wal - 12
5. Ph.H. van der Kolk - 4

### Zwolle
1. Remmelt de Boer - 9
2. A. van Herwijnen - 7
3. G.J. te Rietstap - 8
4. B. Siepel - 5
5. G.E.P. ter Horst - 16

### Groningen
1. O. van Biessum - 16
2. H. van der Velde - 5[1]
3. W. Jansma - 8
4. W. Boersema - 23
5. R.O. Spriensma - 7

### Assen
1. P.A.C. Schilder - 8
2. T. Schuurman - 6
3. T. Meints - 0
4. Th. van den Belt - 1
5. Aad van Hoffen - 3

CDA · PvdA · VVD · D'66 · PSP · CPN · SGP · PPR · RPF · GPV · Rechtse Volkspartij · Centrumpartij · EVP · NVU · Kleine Partij · God Met Ons · PPBMWM · SP · DS'70 · RKPN
1952 · 1956 · 1959 · 1963 · 1967 · 1971 · 1972 · 1977 · 1981 · 1982 · 1986 · 1989 · 1994 · 1998